# Subalkalien

IUGS-classificatie van afanitische stollingsgesteenten naar massapercentages alkali-oxiden en silica. Alkaliene series bevinden zich in het blauwe gebied, subalkaliene series in het gele.

Subalkalien of subalkalisch is in de geologie een aanduiding voor stollingsgesteente, magma of lava dat relatief veel silica bevat ten opzichte van oxiden van de alkalimetalen (alkali's) natrium en kalium. Het tegenovergestelde zijn alkaliene gesteenten, die relatief veel alkali's bevatten. Verreweg de meeste stollingsgesteenten op Aarde, waaronder de meeste basalt, dioriet, andesiet, daciet, enzovoorts zijn subalkalien. Hetzelfde geldt waarschijnlijk ook voor andere aardse planeten. Van verwante gesteenten, magma's of lava's die allen een subalkaliene samenstelling hebben wordt gezegd dat het een "subalkaliene serie" (of subalkalische serie) is.

## Onderverdeling
Subalkaliene series worden op verschillende manieren onderverdeeld. De enige alom aanvaarde onderverdelingen zijn tholeiitisch en kalkalkalien. Een tholeiitische samenstelling heeft relatief weinig alkali's en aluminium, en relatief veel ijzer ten opzichte van magnesium. Een kalkalkaliene samenstelling heeft zowel een hoge concentratie van alkali-oxiden als relatief veel silica en aluminium. Op basis van de concentratie kaliumoxide ten opzichte van silica kunnen verschillende series herkend worden: weinig kalium (vrijwel gelijk aan tholeiitisch), gemiddeld en veel kalium (beide zijn kalkalkaliene series) en zeer veel kalium (dit wordt wel shoshonitisch genoemd).

## Eigenschappen en voorkomen
Subalkalien gesteente is altijd verzadigd of oververzadigd in silica, en bevat daarom geen veldspaatvervangers. De meest voorkomende gesteentevormende mineralen zijn verschillende veldspaten, hornblende, clinopyroxeen (met name augiet), orthopyroxeen en biotiet. Als voldoende silica aanwezig is (felsisch gesteente) kan ook kwarts voorkomen, als weinig silica aanwezig is (mafisch gesteente) olivijn.
Subalkaliene samenstellingen komen in veel plaattektonische omstandigheden voor. Vulkanisme bij zowel subductiezones, mid-oceanische ruggen en plateaubasalten zijn subalkaliene magma's of gesteenten aan te treffen. In eilandbogen en bij oceanische ruggen komen met name tholeiitische samenstellingen voor. Bij cordillera's (subductiezones aan de randen van continenten) en andere vormen van gebergtevorming komen typisch kalkalkaliene samenstellingen voor.
Het verschil in samenstelling tussen tholeiitisch en kalkalkalien magma wordt veroorzaakt in de verschillende composities van de gesteenten waar het magma doorheen trekt en mee assimileert voor het aan het oppervlak komt. Bij een cordillera, zoals de Andes, zal het magma door dikke continentale lithosfeer omhoog bewegen en daardoor verrijkt worden in alkalimetalen (met name kalium). Bij een mid-oceanische rug zal het magma door dunne oceanische lithosfeer intruderen, dat arm is in alkali's.